# 레몬즙

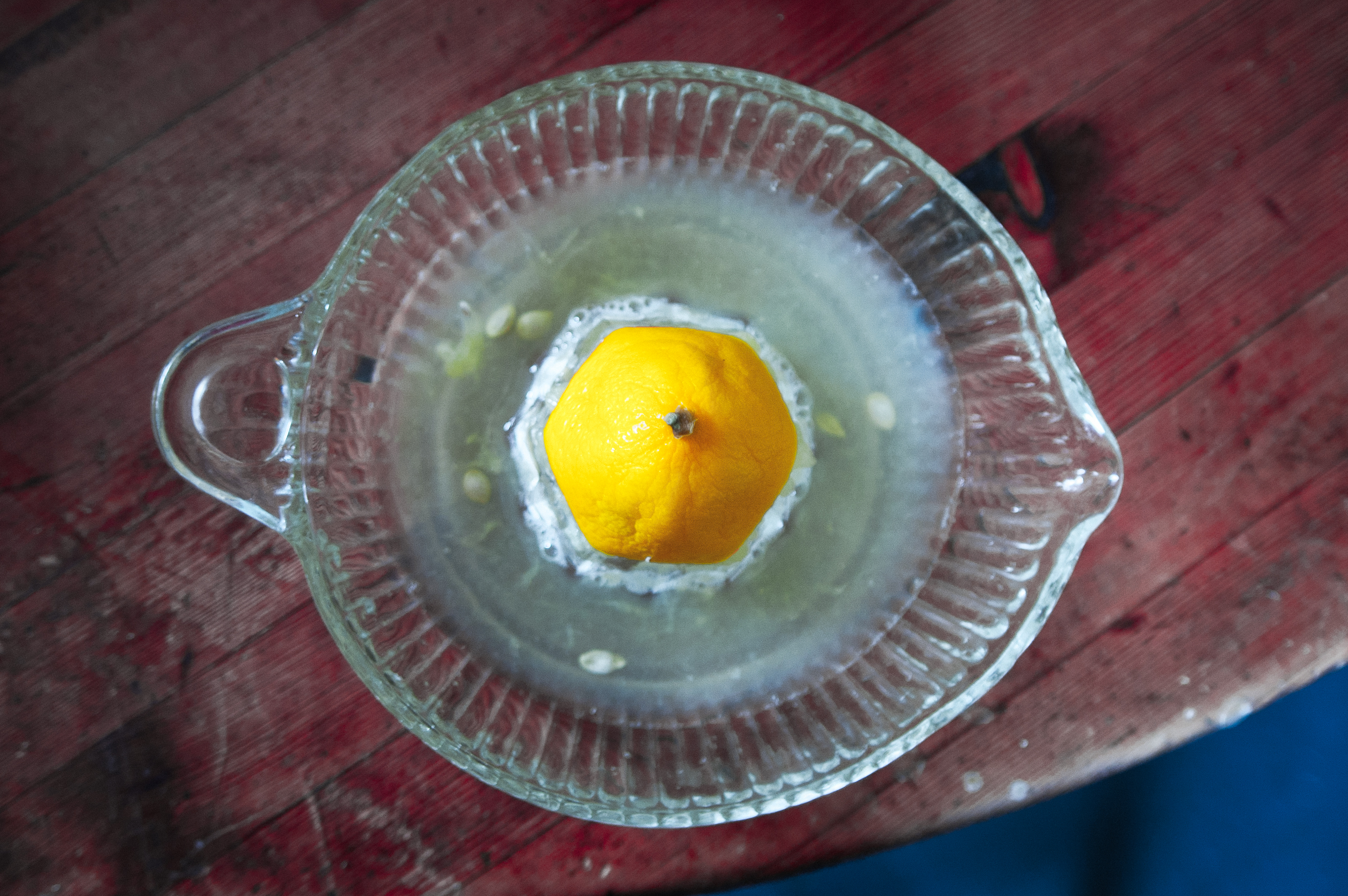
레몬즙

레몬즙은 레몬을 누르거나 짜서 낸 즙이다.

## 사진 갤러리

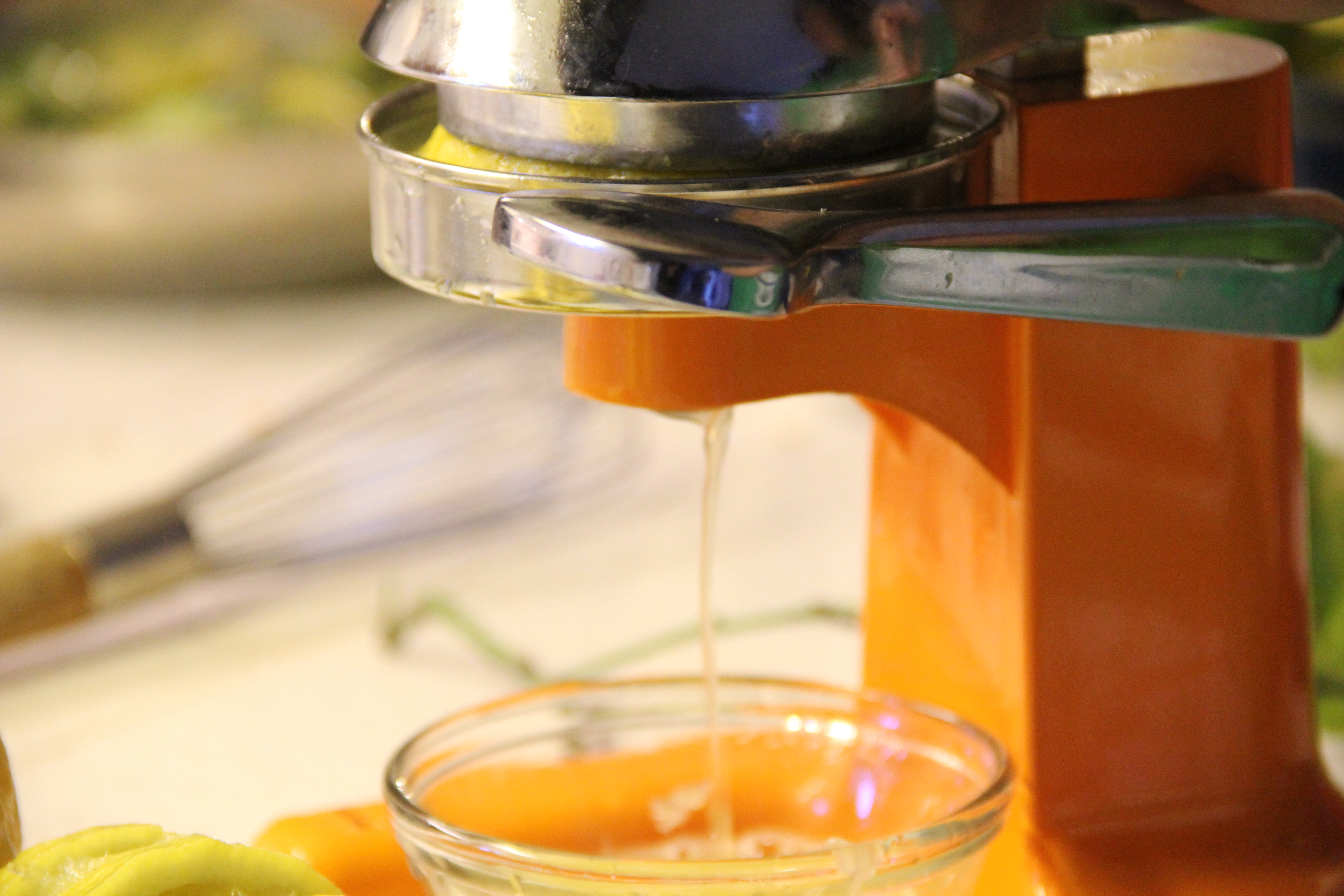
착즙기로 짠 레몬즙
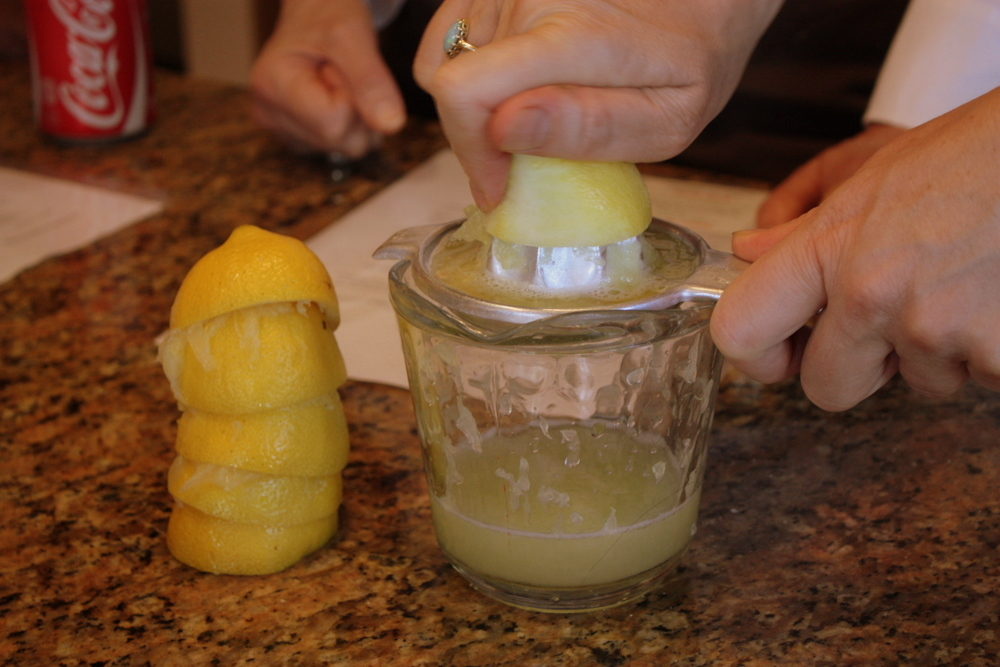
레몬 스퀴저로 짠 레몬즙
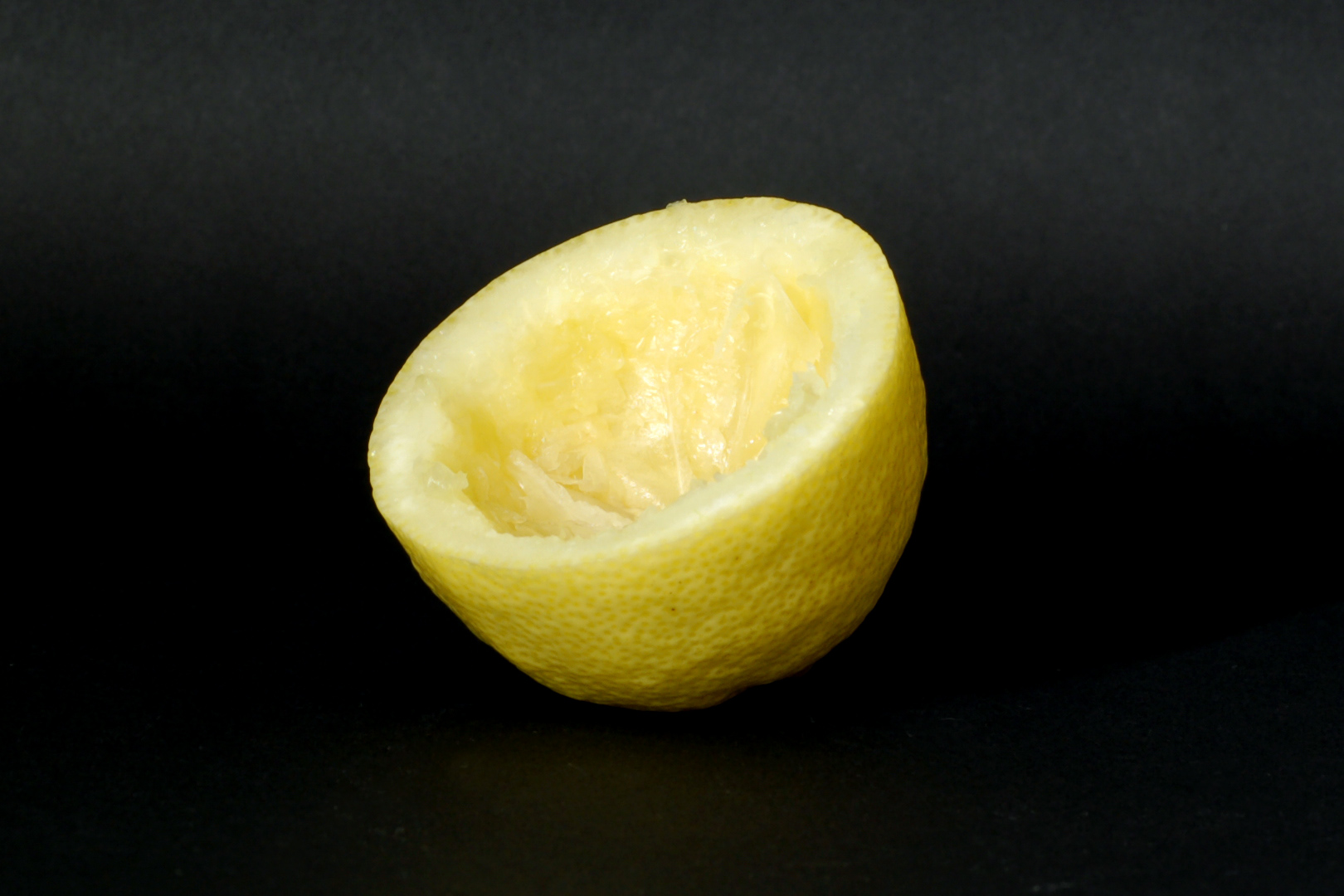
즙을 짠 레몬

## 같이 보기
- 라임즙
- 레모네이드